# Малашевська Ірина Анатоліївна
Ірина Анатоліївна Малашевська (нар. 1 серпня 1972, станиця Ленінградська, Краснодарський край) — українська педагогиня, музикознавець, арттерапевтка, докторка педагогічних наук, доцентка. Член Асоціації музикотерапевтів України. Авторка наукових праць у галузі музичної педагогіки та музикотерапії.

## Біографія
Ірина Малашевська народилася 1 серпня 1972 року у станиці Ленінградській Краснодарського краю в сім'ї службовців. У 1972—1980 роках проживала в місті Первоуральськ Свердловської області. У 1980 році разом із родиною переїхала в Україну — місто Шпола Черкаської області.

## Освіта
У 1987 році закінчила Шполянську середню школу № 3.
У 1991 році закінчила Черкаське музичне училище імені С. С. Гулака-Артемовського за спеціальністю «Викладач гри на фортепіано, концертмейстер», отримавши диплом з відзнакою.
У 1997 році закінчила Донецьку державну консерваторію імені С. С. Прокоф'єва за спеціальністю «Фортепіано» (артист камерного ансамблю, концертмейстер, викладач).
У 2006 році завершила аспірантуру при НПУ імені М.П. Драгоманова та захистила кандидатську дисертацію на тему: «Методика музично-теоретичної підготовки майбутніх учителів музики на історико-стильовій основі» (науковий керівник — доктор мистецтвознавства, професор Побережна Г. І.).
У 2011 році присвоєно вчене звання доцента.
У 2018 році захистила докторську дисертацію на тему: «Теорія і практика навчання музики дітей дошкільного та молодшого шкільного віку з використанням музикотерапії» (науковий керівник — доктор педагогічних наук, професор Падалка Г. М.).
У 2024 році здобула другу вищу освіту за спеціальністю «Практичний психолог».
Проходила додаткові курси підвищення кваліфікації:
- «Музикотерапія» (2007, авторська програма проф. Побережної Г. І.);
- Курси з музикотерапії у Чехії (2012, 2014).

## Трудова діяльність
Трудову діяльність розпочала у 1991 році як концертмейстер кафедри музики Переяслав-Хмельницького державного педагогічного університету імені Григорія Сковороди.
З 2000 року працює викладачем на кафедрі музичного мистецтва і методики навчання, а також на кафедрі образотворчого мистецтва і методики навчання того ж університету.
З 2009 року проводить оздоровчо-розвивальні музичні заняття для дітей дошкільного віку (ДНЗ № 9 «Сонечко», м. Переяслав-Хмельницький).
З 2011 року організовує семінари щодо впровадження музикотерапії у дошкільну та шкільну освіту.
Авторка авторської методики «Музикотерапія з дітьми дошкільного віку», яка перемогла на IV Міжнародному фестивалі педагогічних інновацій (Черкаси, 2012).
У 2013 році брала участь у телепроєктах на каналі «Тоніс» («Музика. Частина 2», «Звуко- та зоотерапія») та у прямому ефірі Національного радіо на тему музикотерапії.
Організатор Всеукраїнських науково-практичних семінарів «Культурологічний та педагогічний аспекти впровадження музикотерапії у систему дошкільної, шкільної та вищої мистецької освіти» (2013—2017).
З 2020 року проводить курси підвищення кваліфікації «Арттерапевтичні оздоровчі технології», «Емоційний інтелект як життєвий ресурс українців в умовах війни».
Член спеціалізованої вченої ради Д.27.053.03 (2020—2023) та разових рад із захисту дисертацій на здобуття ступеня PhD.

## Громадська діяльність
- Член Асоціації музикотерапевтів України.
- Лектор гостьових лекцій для учнів, студентів та викладачів освітніх закладів.
- Гарант освітньої програми спеціальності В5 «Музичне мистецтво».

## Наукові інтереси
- Музична освіта дітей дошкільного та молодшого шкільного віку.
- Музикотерапія у системі освіти.
- Розробка саногенно-особистісної парадигми музичної освіти.

## Наукове керівництво
- Опонування кандидатських дисертацій.
- Керівництво курсовими, практиками, кваліфікаційними роботами бакалаврів і магістрів.
- Підготовка студентів до участі в конкурсах наукових робіт.

## Основні праці
Авторка понад 60 наукових публікацій, серед яких:
- монографії;
- навчальні посібники;
- методичні рекомендації;
- наукові статті з питань музично-теоретичної підготовки та музикотерапії.

Співавтор та науковий керівник парціальних програм:
- «Веселкова музикотерапія»;
- «Музично-оздоровчі мандрівки з дітьми п'ятого року життя»;
- «Музично-оздоровчі мандрівки з дітьми четвертого року життя» (схвалені МОН України).

## Викладання
Викладає навчальні дисципліни:
- «Мистецько-оздоровчі освітні технології»;
- «Основи музичної інклюзії»;
- «Художня інтерпретація музичних творів»;
- «Сольфеджіо. Гармонія. Поліфонія. Аналіз музичних творів»;
- «Музична психологія і музично-оздоровча діяльність»;
- «Історія української музики. Історія зарубіжної музики»;
- «Основний музичний інструмент»;
- «Концертмейстерський клас»;
- «Ансамблеве музикування (інструментальне)»;
- «Додаткове фортепіано» та інші.